# Consejo Mundial de Lucha Libre
Consejo Mundial de Lucha Libre (CMLL) é o órgão responsável pela promoções de espetáculos de lucha libre, a luta profissional em estilo mexicano. A entidade tem sede na Cidade do México.

## Títulos
| Título                                            | Atual campeão(ões)                                                            | Data da vitória        |
| ------------------------------------------------- | ----------------------------------------------------------------------------- | ---------------------- |
| CMLL World Heavyweight Championship               | Último Guerrero                                                               | 16 de outubro de 2018  |
| CMLL World Light Heavyweight Championship         | Niebla Roja                                                                   | 10 de junho de 2017    |
| CMLL World Middleweight Championship              | El Cuatreto                                                                   | 19 de janeiro de 2018  |
| CMLL World Mini-Estrella Championship             | Shockercito                                                                   | 5 de março de 2017     |
| CMLL World Trios Championship                     | Los Guerreros Lagunero (Euforia (3), Gran Guerrero (2) e Último Guerrero (5)) | 28 de setembro de 2018 |
| CMLL World Welterweight Championship              | Titán                                                                         | 8 de dezembro de 2019  |
| CMLL World Women's Championship                   | Marcela                                                                       | 19 de novembro de 2018 |
| CMLL World Lightweight Championship               | Vago                                                                          | -                      |
| CMLL World Micro-Estrellas Championship           | Chamuel                                                                       | 25 de dezembro de 2019 |
| CMLL World Tag Team Championship                  | Alianza de Plata y Oro (Carístico e Místico)                                  | 1 de novembro de 2019  |
| NWA World Historic Light Heavyweight Championship | Stuka Jr.                                                                     | 14 de agosto de 2018   |
| NWA World Historic Middleweight Championship      | Carístico                                                                     | 21 de agosto de 2018   |
| NWA World Historic Welterweight Championship      | Volador Jr.                                                                   | 4 de agosto de 2018    |